# 688(I) Hunter/Killer
688(I)Hunter/Killer là trò chơi máy tính mô phỏng tàu ngầm do hãng Sonalysts Inc phát triển và Electronic Arts xuất bản, game được phát hành vào ngày 4 tháng 7 năm 1997, và gần đây bởi Strategy First nhằm tương thích với hệ điều hành Windows 95. Trò chơi được đặt tên dựa theo mẫu tàu ngầm tấn công (SSN) 688 (cải tiến) lớp Los Angeles của Hoa Kỳ, và là phiên bản kế tiếp cho phiên bản trước đó là Tàu ngầm tấn công 688. Game hiện có trên dịch vụ phân phối nội dung Steam của Valve.